# راجر دوم، پادشاه سیسیل
روجرو دوم (به ایتالیایی: Ruggero II di Sicilia) (۲۲ دسامبر ۱۰۹۵ - ۲۶ فوریه ۱۱۵۴) یک اشراف‌زاده از خاندان هووتویل بود که بین سال‌های ۱۱۳۰ تا ۱۱۵۴ میلادی پادشاه پادشاهی سیسیل بود.

## سیسیل تحت حکومت راجر دوم
سیسیل پیش از راجر دوم توسط مسلمانان فتح شده بود و تحت حکومت آنان به مرکزی برای دانش و تجارت تبدیل شد. زمانی که نورمن ها در قرن ۱۱ام سیسیل را فتح کردند، بسیاری از ساختار های ادارای و فرهنگی مسلمانان را حفظ کردند.
راجر دوم این سیاست ها را ادامه داد:
- اداره حکومت با کمک مسلمان: بسیاری از وزیران و منجمان و مترجمان او مسلمان بودند.
- سکه های دو زبانه: سکه های زمان او به لاتین، عربی و یونانی ضرب می‌شدند.
- معماری اسلامی-نورمن: کاخ های او (مثل کاخ زیسا در پالرمو) تلفیقی از هنر اسلامی و اروپایی بودند.[۲]